# Баджалемани, Руджеро
Рудже́ро Баджалема́ни (итал. Ruggero Bagialemani; род. 21 февраля 1963, Неттуно, Италия) — итальянский бейсболист, главный тренер и бывший игрок клуба «Неттуно Бейсбол». Во время своей карьеры Баджалемани играл на позициях шорт-стопа и игрока 3-й базы, участник трёх летних Олимпийских игр, чемпион Европы 1997 года, лидер сборной Италии по количеству игр (195).

## Карьера

### Игровая карьера
В итальянской бейсбольной лиге Руджеро Баджалемани дебютировал уже в 15 лет. Всю свою игровую карьеру Баджалемани провёл в составе клуба Неттуно Бейсбол. Первоначально свою спортивную карьеру Руджеро завершил в 1999 году, но в 2002 году вернулся ещё на один матч. За 23 сезона, проведённые в составе итальянской команды Баджалемани четыре раза становился чемпионом Италии, дважды — обладателем Кубка Италии, Европейского кубка, Кубка CEB и Суперкубка Европы.
Уже в 1982 году молодой итальянец дебютировал в составе сборной Италии. В 1984 году бейсбол был включён в программу летних Олимпийских игр, как демонстрационный вид спорта. Итальянская сборная не смогла пробиться в полуфинал, заняв третье место в своей группе. В 1992 году Баджалемани в составе сборной Италии вновь принял участие в летних Олимпийских играх. На олимпийском турнире итальянцы выиграли всего 1 матч и заняли 7-е место. Спустя 4 года на играх в Атланте итальянцы смогли одержать уже две победы и по итогам турнира заняли 6-е место.
За время карьеры в сборной Баджалемани сыграл более, чем в 20 крупных международных турниров, но успехов сборная Италии смогла добиться только в рамках чемпионатов Европы. Четыре раза Руджеро становился серебряным призёром континентального первенства и только в 1997 году Баджалемани смог стать чемпионом Европы. В 1998 году чемпионат мира по бейсболу прошёл в Италии. Выступив на нём и, заняв вместе со сборной 4-е место, Баджалемани объявил о завершении выступления за сборную страны. Всего в составе национальной команды Руджеров провёл 195 игр, что является наивысшим результатом в истории сборной Италии.

### Тренерская карьера
После окончания спортивной карьеры Баджалемани стал тренировать «Неттуно». Во главе команды Руджеро находился до 2008 года, после чего покинул команду. В 2010 году Баджалемани был назначен главным тренером клуба «Гроссето», но уже спустя год вновь вернулся в родной клуб «Неттуно». С 2016 года работает в тренерском штабе сборной Германии.